# 斯高茨中學

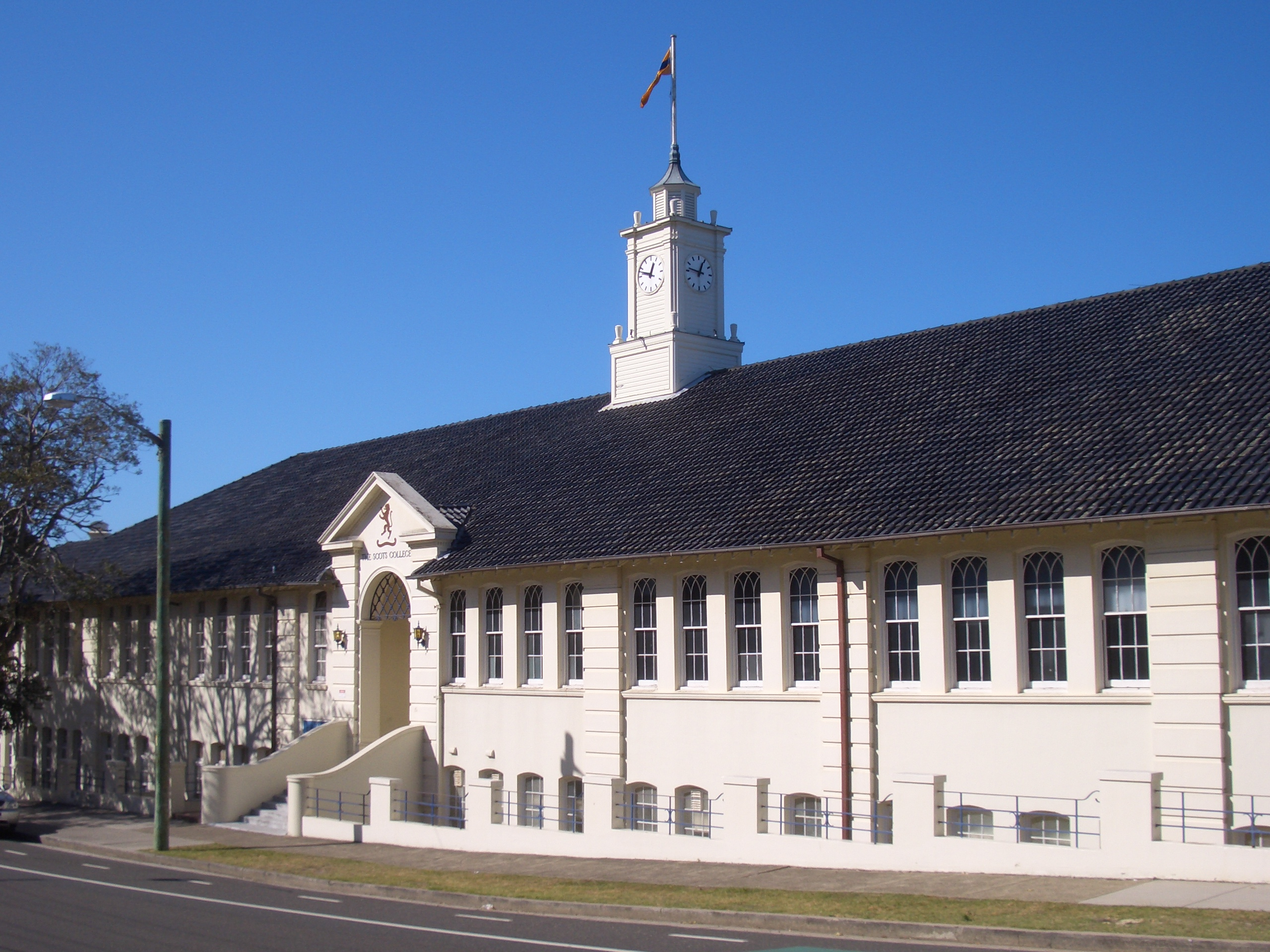
斯高茨中學主教學樓

斯高茨中學（英語：The Scots College；又譯作：蘇格蘭學院），由長老會的3位牧師於1893年建立，是澳洲歷史最悠久、學費最貴的私立男校之一。第一代校舍位於悉尼南部郊區布萊頓勒桑茲（Brighton-Le-Sands），由當時的新布萊頓酒店（New Brighton Hotel）改建而成。開學初期正值經濟蕭條，第一個學期只有10個走讀生和25個宿生。兩年後學校遷往位於貝爾維尤山的現址，歷年來校舍數度擴建，至今中學部已有3座教學大樓和5座宿舍，學生人數大約1,800（幼稚園至中學12年級）。
學校最享譽盛名的是其蘇格蘭風笛隊，每年都會參與澳紐軍團日的巡遊，2012年更獲邀請參與英女皇的鑽禧紀念愛丁堡皇家軍樂表演（Diamond Jubilee Edinburgh Royal Military Tattoo）。1994年風笛隊一行15名學生曾包機到諾福克島表演，已有55年歷史的道格拉斯DC-3雙引擎螺旋槳飛機離開悉尼機場200（660英尺）後，左邊引擎失去動力，飛機隨即在半空翻轉且墮入植物湾，連同機組人員和隨行老師所有人都迅速獲救，只有其中一名空姐遭受重傷。

## 著名校友
- 彼得·道丁（英语：Peter Dowding），第二十四任西澳洲州长（英语：Premier of Western Australia）
- 大衛·馬丁（英语：David Martin (governor)），第三十四任新南威爾斯總督
- 彼得·詹森（英语：Peter Jensen (bishop)），悉尼聖公會大主教（英语：Anglican Archbishop of Sydney），2001至2013年
- 約翰·所羅門（英语：John Solomon (rugby union)），聯合式橄欖球名宿
- 張正賢，著名神經外科醫生，澳洲籍新加坡華人